# Coccothrix
Coccothrix, monotipski rod zelenih algi, jedini u porodici Gloeotilaceae, dio reda Ulotrichales. Jedina je vrsta C. chlorolobata s planina La Gorce na Antarktiku, 330 km od Južnog pola.